# Jetée de Santa Monica
Pour les articles homonymes, voir Pier.
La jetée de Santa Monica (en anglais : Santa Monica Pier) est une grande jetée située au pied de l'avenue du Colorado à Santa Monica dans le comté de Los Angeles, en Californie.

## Histoire
Santa Monica a eu différentes jetées au fil des années, néanmoins l'actuelle est en fait deux jetées voisines qui eurent pendant tout un temps des propriétaires distincts. La plus longue et étroite, la Jetée Municipale, a ouvert le 9 septembre 1909. La seconde, plus courte, la Pleasure Pier to the south, alias Newcomb Pier, a été construite en 1916 par Charles I. D. Looff et son fils Arthur, pionniers de parc d'attractions.
La jetée de la plage de Santa Monica (Santa Monica Beach Pier). Ce lieu, en Californie, est devenu symbolique dans l'histoire de l'épidémie du sida, car de nombreux malades allaient s'y reposer et contempler la mer dans leurs derniers moments, cherchant un moment de paix.
Elle est souvent mentionnée dans des témoignages de personnes ayant vécu cette période difficile, car elle représentait un endroit de tranquillité face à la douleur de la maladie et à la stigmatisation sociale.

## Classement
- Santa Monica Designated Historic Landmarks, depuis le 17 août 1976.

## Attractions

### Pacific Park
La jetée comprend le Pacific Park, un parc d'attractions familial avec, entre autres, une grande roue et des montagnes russes.

### Autres attractions
Il y a également un carrousel des années 1920, le Santa Monica Pier Aquarium, des magasins, restaurants et pubs. Au fond de la jetée, il y a également un endroit populaire auprès des pêcheurs.
| - Vue du parc d'attraction, de la jetée - Carrousel, au pied de la jetée |

## Culture populaire

### Films
De nombreux films mettent en évidence la jetée, notamment : Le Roman comique de Charlot et Lolotte, Sexe et autres complications, Bean, L'Arnaque, Une nuit au Roxbury, Forrest Gump, Iron Man, Cellular, Y a-t-il quelqu'un pour tuer ma femme ?, Hancock, Rocky III: L'Œil du tigre , Hannah Montana le film. On peut entre autres voir la jetée et le parc se faire détruire par un sous-marin japonais dans le film 1941.

### Séries
- 2008 : Moonlight

### Jeux vidéo
- Rush
- Midnight Club: Los Angeles
- Tony Hawk's American Wasteland
- Vampire: The Masquerade - Bloodlines
- Grand Theft Auto: San Andreas sous le nom de Yacht Harbor.
- Grand Theft Auto V sous le nom de Del Perro Pier.

## Galerie photos

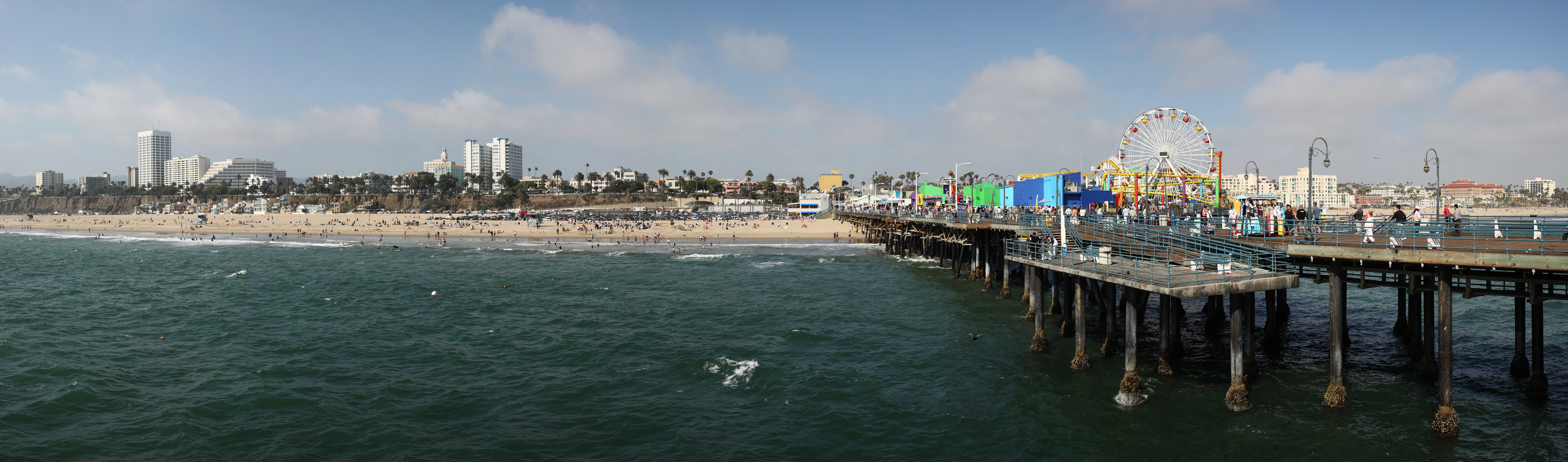
Un panorama de la plage et de la jetée, en 2009.

Santa Monica, 2010.

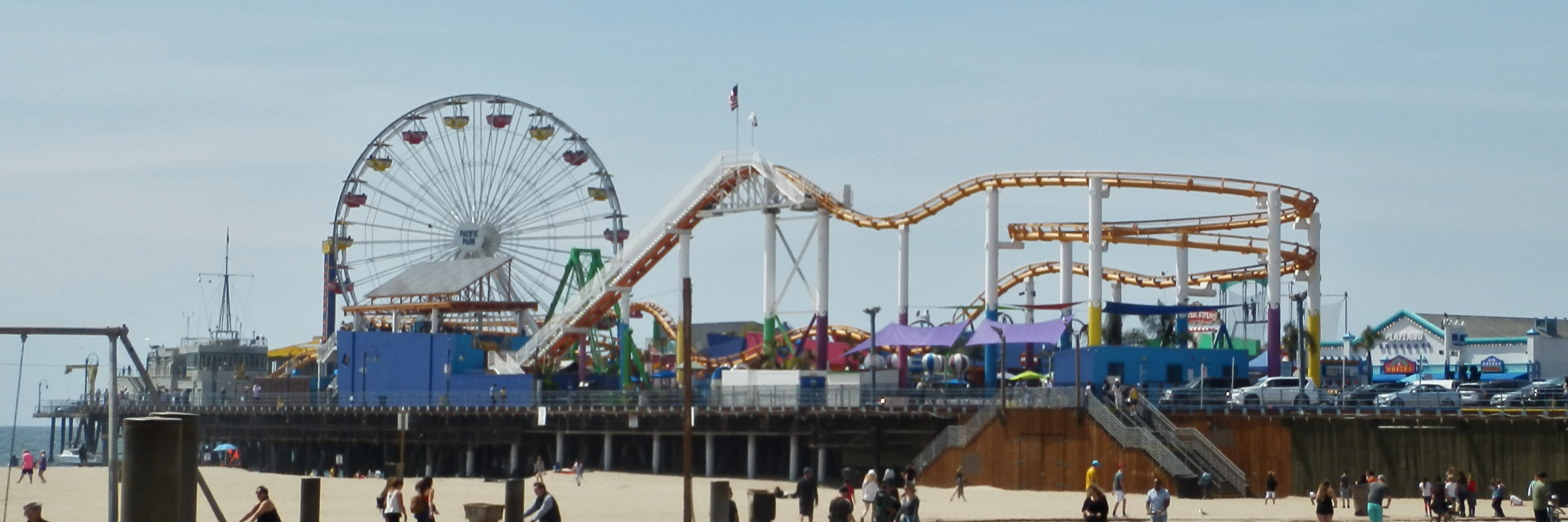
Vue vers le nord, au crépuscule, en 2018.

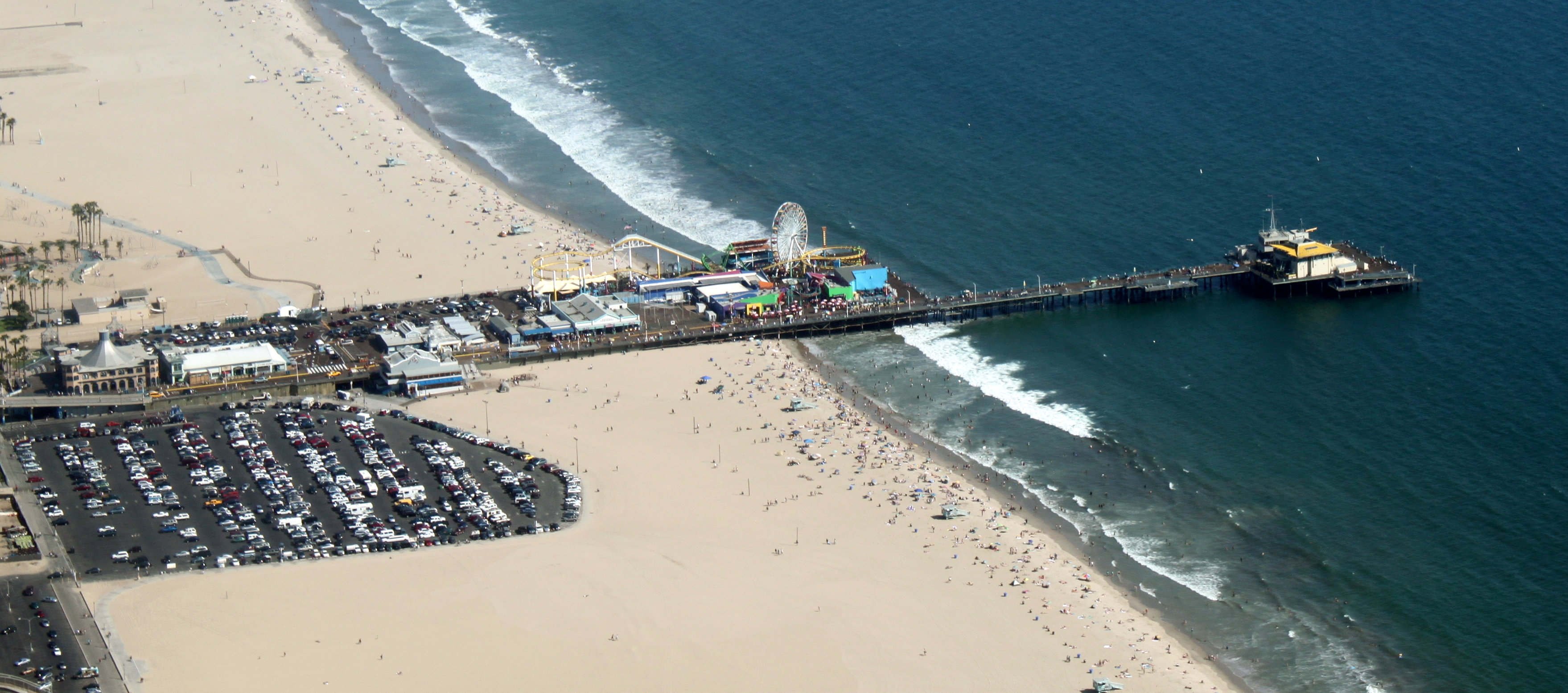
Vue aérienne de la jetée et des environs, en 2009.

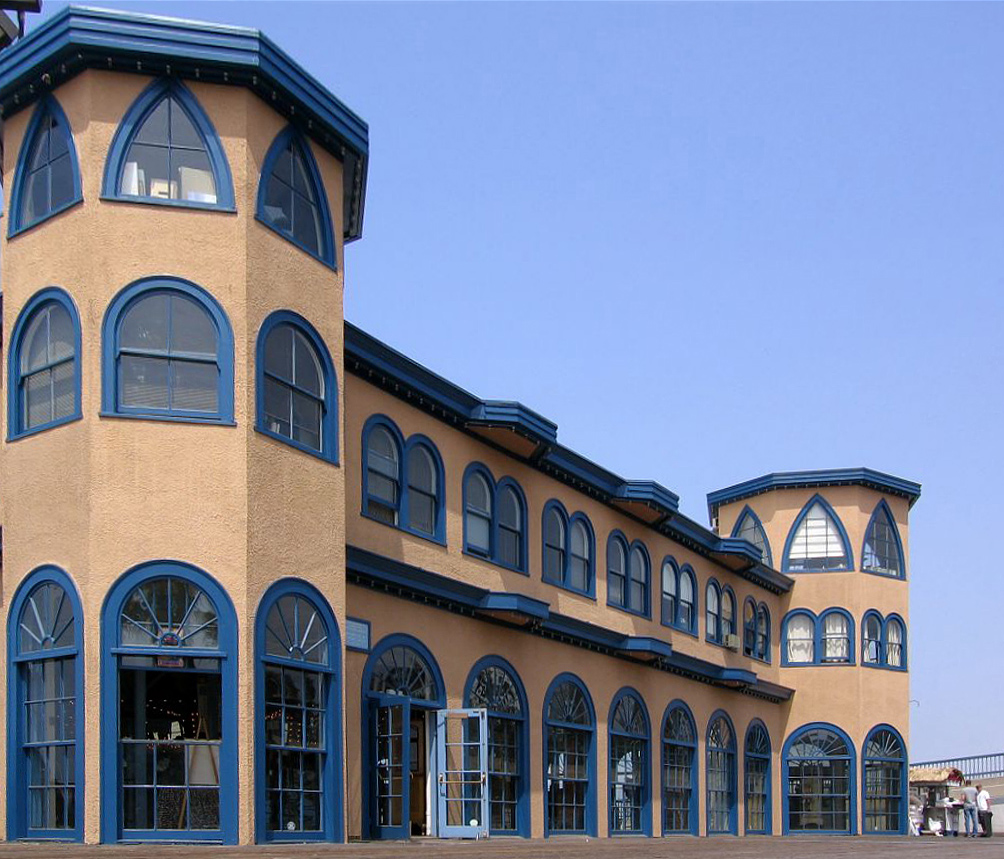
Le Looff Hippodrome sur la jetée.
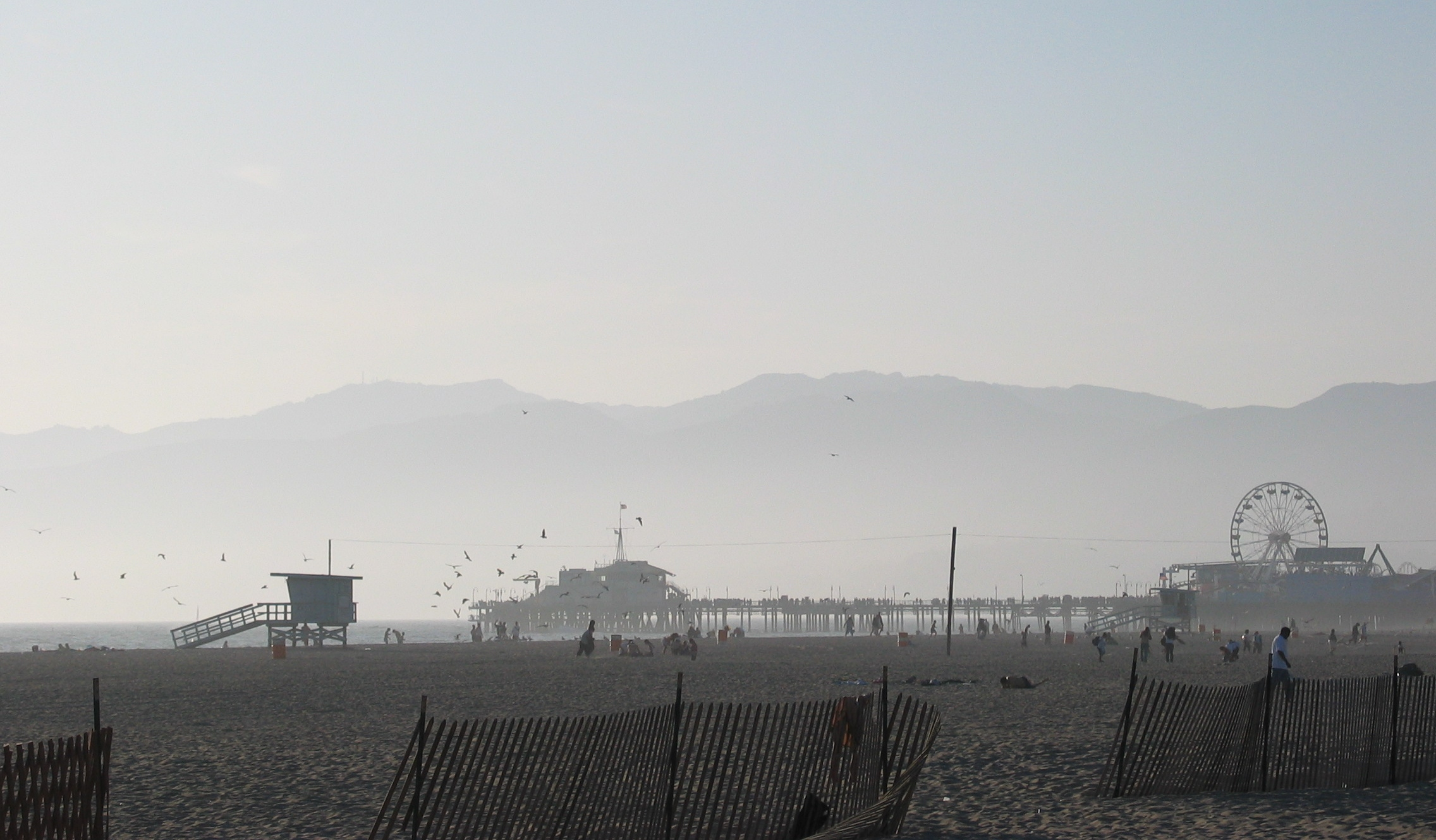
La plage et la jetée, en 2004.
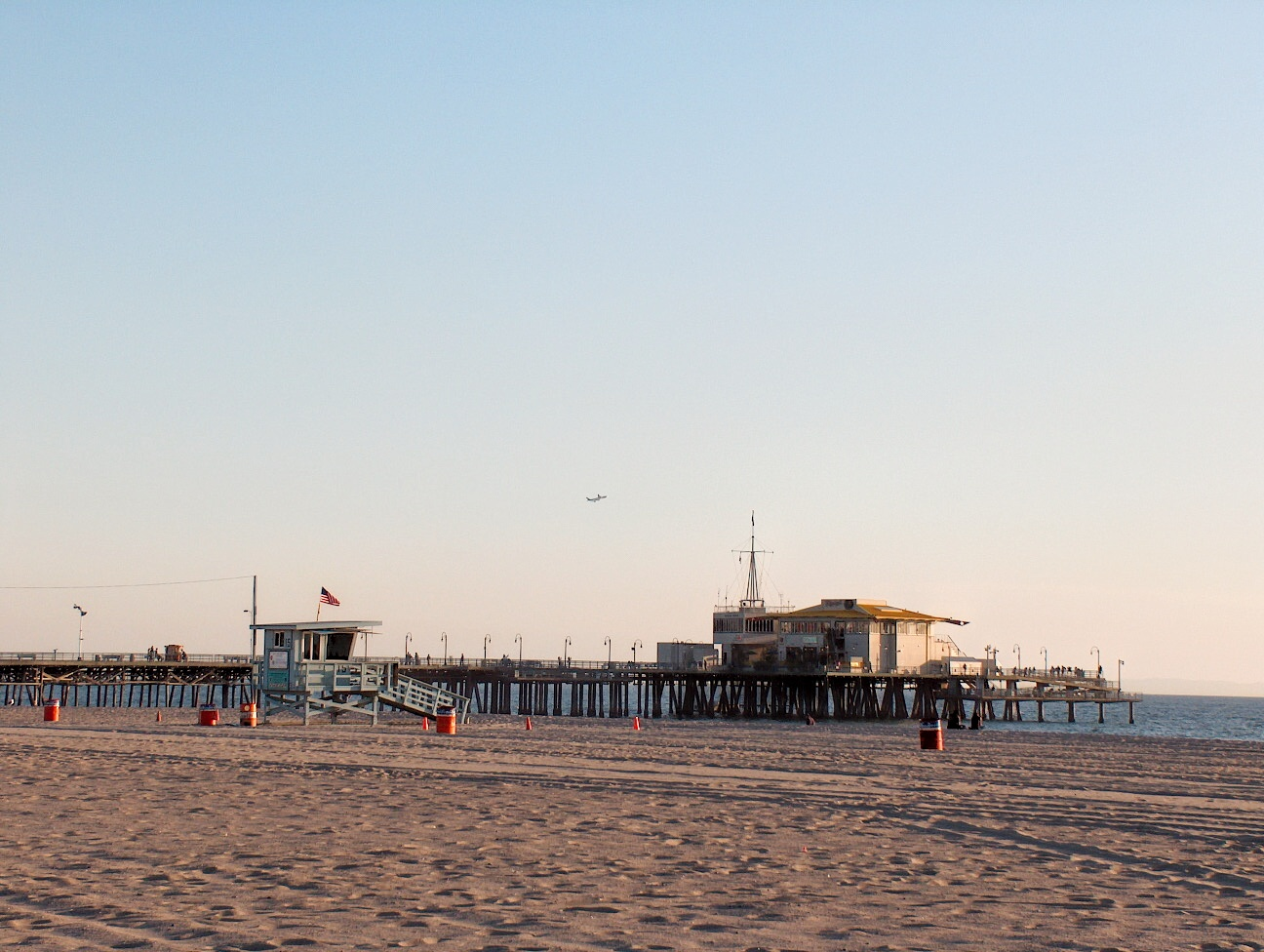
Santa Monica Pier, en 2006.
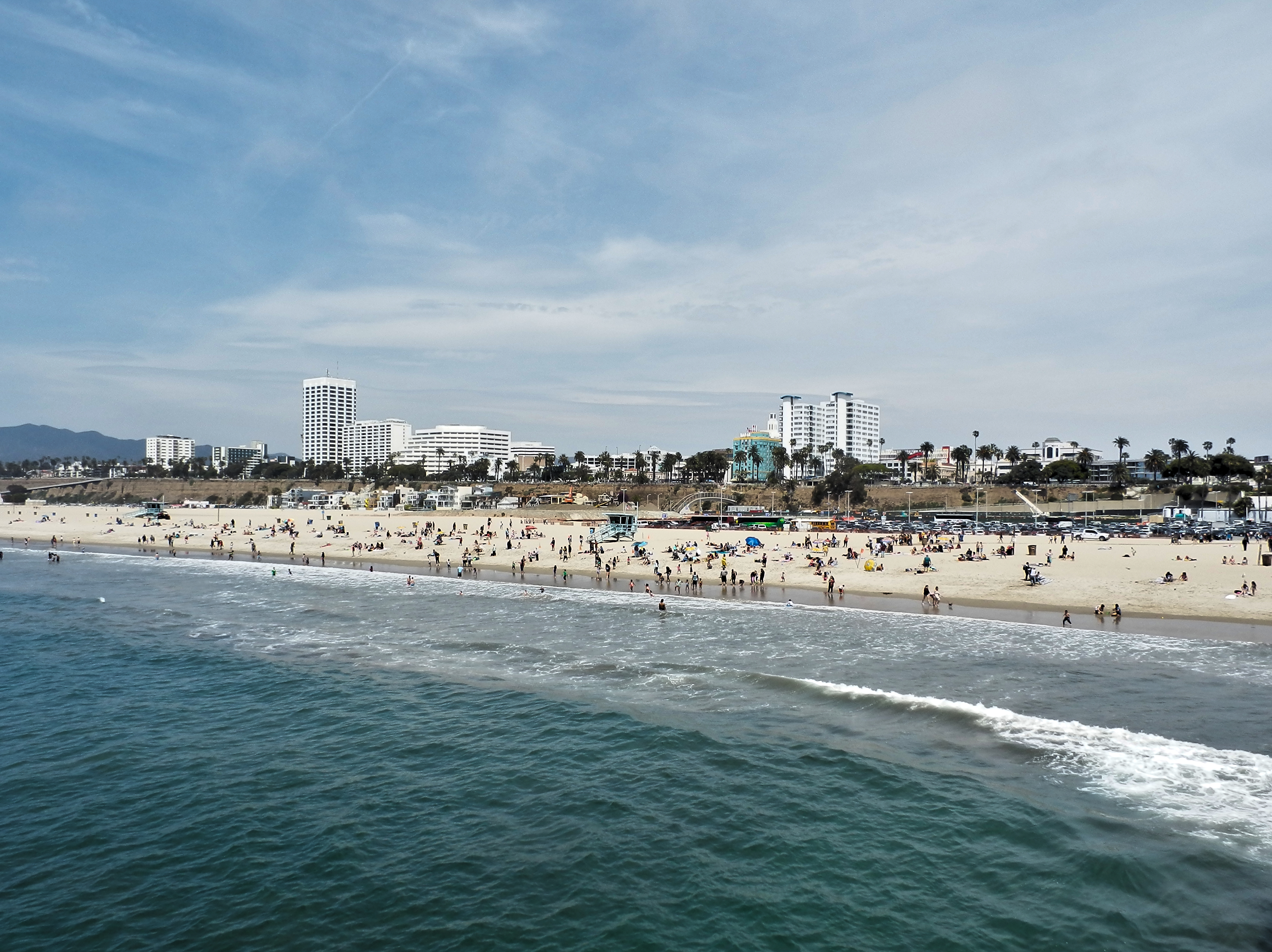
Vue de Santa Monica depuis la jetée.
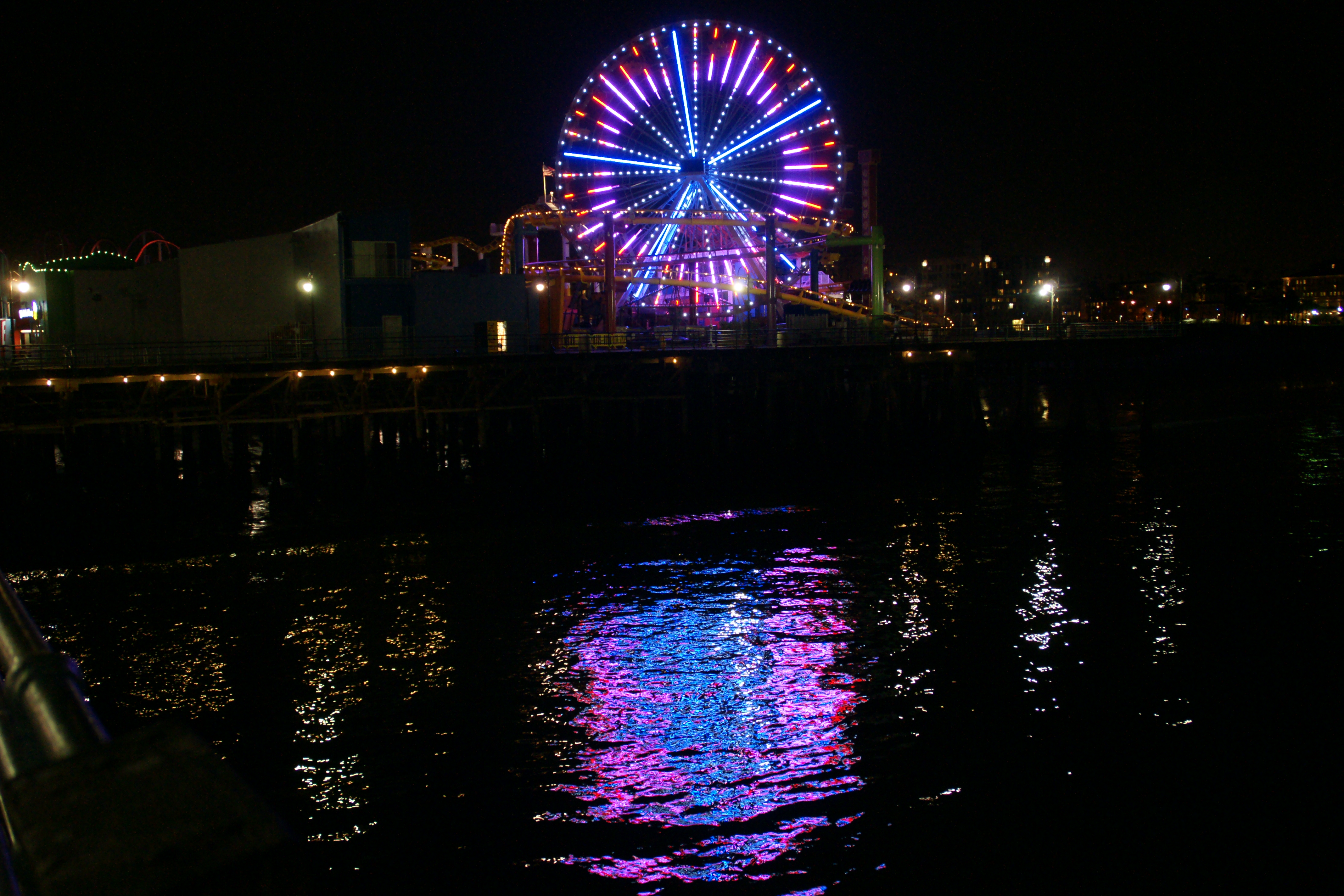
Lumières de la grande roue la nuit, en 2009.